# Бюлинген
Бюлинген (на немски: Büllingen) е селище в Югоизточна Белгия, окръг Вервие на провинция Лиеж. Населението му е около 5400 души (2006).